# سيمون أندرسون (متركمج)
سيمون أندرسون (بالإنجليزية: Simon Anderson)‏ هو متركمج أسترالي، ولد في 7 يوليو 1954.

## وصلات خارجية
- سيمون أندرسون على موقع الرابطة العالمية لركوب الأمواج (الإنجليزية)
- سيمون أندرسون على موقع EncyclopediaOfSurfing.com (الإنجليزية)